# Eugène Delporte
Eugène Joseph Delporte (Genepiën, 10 januari 1882 – Ukkel, 19 oktober 1955) was een Belgisch astronoom.
Hij ontdekte in totaal 66 planetoïden. Zijn belangrijkste ontdekking was (1221) Amor (die de naam gaf aan de Amor planetoïden) en de Apollo planetoïde (2101) Adonis.
Hij ontdekte, soms samen met anderen, ook enkele kometen, waaronder de periodieke komeet 57P/du Toit-Neujmin-Delporte, ontdekt in 1941.
Hij was werkzaam in het Koninklijke Sterrenwacht van België te Ukkel en was er van 1936 tot 1947 directeur. Planetoïde (1276) Ucclia werd trouwens naar de gemeente Ukkel genoemd.
In 1930 publiceerde hij, namens de IAU, de definitieve begrenzingen van de 88 officieel door de IAU erkende sterrenbeelden. In dit systeem zijn de begrenzingen van de sterrenbeelden lijnen van constante rechte klimming of declinatie voor de epoche 1875. Vanwege de precessie van de aardas staan op moderne sterrenkaarten, meestal getekend voor de epoche 2000, deze begrenzingen niet meer parallel of loodrecht ten op zichte van de hemelevenaar maar zijn ze iets geheld. Ook zullen ten gevolge van de eigenbeweging van sterren sommige sterren die zich nu zeer dicht bij een IAU begrenzing bevinden uiteindelijk naar een aangrenzende sterrenbeeld verhuizen.
Een maankrater en de planetoïde (1274) Delportia zijn naar hem genoemd.
| Naam               | Datum             |
| ------------------ | ----------------- |
| (1052) Belgica     | 15 november 1925  |
| (1068) Nofretete   | 13 september 1926 |
| (1122) Neith       | 17 september 1928 |
| (1124) Stroobantia | 6 oktober 1928    |
| (1128) Astrid      | 10 maart 1929     |
| (1145) Robelmonte  | 3 februari 1929   |
| (1168) Brandia     | 25 augustus 1930  |
| (1170) Siva        | 29 september 1930 |
| (1176) Lucidor     | 15 november 1930  |
| (1199) Geldonia    | 14 september 1931 |
| (1217) Maximiliana | 13 maart 1932     |
| (1221) Amor        | 12 maart 1932     |
| (1222) Tina        | 11 juni 1932      |
| (1239) Queteleta   | 4 februari 1932   |
| (1261) Legia       | 23 maart 1933     |
| (1274) Delportia   | 28 november 1932  |
| (1276) Ucclia      | 24 januari 1933   |
| (1280) Baillauda   | 18 augustus 1933  |
| (1285) Julietta    | 21 augustus 1933  |
| (1288) Santa       | 26 augustus 1933  |
| (1290) Albertine   | 21 augustus 1933  |
| (1291) Phryne      | 15 september 1933 |
| (1293) Sonja       | 26 september 1933 |
| (1294) Antwerpia   | 24 oktober 1933   |
| (1329) Eliane      | 23 maart 1933     |
| (1341) Edmée       | 27 januari 1935   |
| (1350) Rosselia    | 3 oktober 1934    |
| (1361) Leuschneria | 30 augustus 1935  |
| (1363) Herberta    | 30 augustus 1935  |
| (1366) Piccolo     | 29 november 1932  |
| (1374) Isora       | 21 oktober 1935   |
| (1375) Alfreda     | 22 oktober 1935   |
| (1388) Aphrodite   | 24 september 1935 |
| (1401) Lavonne     | 22 oktober 1935   |
| (1433) Geramtina   | 30 oktober 1937   |
| (1476) Cox         | 10 september 1936 |
| (1486) Marilyn     | 23 augustus 1938  |
| (1491) Balduinus   | 23 februari 1938  |
| (1493) Sigrid      | 26 augustus 1938  |
| (1543) Bourgeois   | 21 september 1941 |
| (1560) Strattonia  | 3 december 1942   |
| (1664) Felix       | 4 februari 1929   |
| (1672) Gezelle     | 29 januari 1935   |
| (1698) Christophe  | 10 februari 1934  |
| (1707) Chantal     | 8 september 1932  |
| (1711) Sandrine    | 29 januari 1935   |
| (1722) Goffin      | 23 februari 1938  |
| (1724) Vladimir    | 28 februari 1932  |
| (1754) Cunningham  | 29 maart 1935     |
| (1848) Delvaux     | 18 augustus 1933  |
| (1878) Hughes      | 18 augustus 1933  |
| (1926) Demiddelaer | 2 mei 1935        |
| (2101) Adonis      | 12 februari 1936  |
| (2213) Meeus       | 24 september 1935 |
| (2276) Warck       | 18 augustus 1933  |
| (2331) Parvulesco  | 12 maart 1936     |
| (2534) Houzeau     | 2 november 1931   |
| (2545) Verbiest    | 26 januari 1933   |
| (2713) Luxembourg  | 19 februari 1938  |
| (2819) Ensor       | 20 oktober 1933   |
| (2913) Horta       | 12 oktober 1931   |
| (3534) Sax         | 15 december 1936  |
| (3567) Alvema      | 15 november 1930  |
| (3605) Davy        | 28 november 1932  |
| (6354) Vangelis    | 3 april 1934      |
| (7043) Godart      | 2 september 1934  |